# Храм Мат-Марьям
Храм Мат Марьям (во имя Пресвятой Девы Марии) — храм Ассирийской Церкви Востока, находящийся в Москве на Дубровке. Относится к епархии Северного Ирака и стран СНГ.

## История
В августе 1992 года инициативная группа организовала визит в Россию епископа Ассирийской Церкви Востока Мар-Априма Хамиса. Тогда была организована церковная община. Председателем её стал внук последнего московского ассирийского шамаши (диакона ассирийской церкви) Михаил (Мухатас) Францевич Шмовель, который начал работу по регистрации общины. Община была зарегистрирована в начале 1994 года. Первые годы богослужения проводились только во время визитов в Россию представителей ассирийского духовенства. В начале 1996 года в московскую общину был назначен уроженец Ирака, каша (священник) Хамис Хормиз Юсиф.
13 мая 1996 года по адресу Шарикоподшипниковская ул., 16 состоялась торжественная закладка камня на месте строительства будущего храма. Церемонию закладки произвёл митрополит Багдадский Мар-Геваргиз Слыва.
Архитектором храма стал А. Павловский. На время строительства здания Московская Патриархия разрешила общине ассирийцев в первое и третье воскресенье месяца проводить службы в помещении одного из крестильных храмов при входе на Ваганьковское кладбище.
Освящение храма состоялось 27 сентября 1998 года. Оно было произведено патриархом Ассирийской Церкви Востока Мар-Дынха IV. В 1999 году первый настоятель храма был отозван патриархом с целью назначения на кафедру епископа Северного Ирака и стран СНГ.
Сейчас приход возглавляет отец Самано, который много делает для привлечения в храм молодёжи. При храме работает воскресная школа ассирийского языка. Периодически проводятся встречи, лекции, круглые столы на национальные темы.